# 金坑文昌宫
金坑文昌宫，位于中国福建省邵武市金坑乡金坑村，清乾隆年间（1736—1795年）始建。由中轴线上的文昌阁和四周廊组成，占地面积519.03平方米。文昌阁，三重檐四角攒尖顶，三层，通高12.39米，建筑装饰以龙形斜撑等。2009年11月16日公布为第七批福建省文物保护单位。